# Belona
Belona, belona pospolita (Belone belone) – drapieżny gatunek morskiej ryby belonokształtnej z rodziny belonowatych (Belonidae). Poławiana dla smacznego mięsa.

## Występowanie
Wody pelagialne wschodniego Oceanu Atlantyckiego i mórz przyległych (Morze Śródziemne, Północne, Bałtyckie i Czarne).

## Cechy charakterystyczne
Ciało znacznie wydłużone. Obydwie szczęki długie z licznymi, drobnymi, ostrymi zębami. U młodych osobników górna szczęka jest krótsza od dolnej. Łuski małe, cykloidalne. Linia naboczna przesunięta nisko ku dołowi. W płetwach brak promieni twardych.
Płetwy brzuszne, grzbietowa i odbytowa przesunięte w stronę ogona. Długość ciała najczęściej do 70 cm, maksymalnie do 100 cm. Jest to gatunek jajorodny, ikra ma długie nici czepne, którymi przykleja się do roślin i kamieni.
Z powodu obecności biliwerdyny ości belony mają zielone zabarwienie.
Belony pływają w stadach blisko powierzchni wody. W czasie ucieczki wyskakują ponad wodę. Żywią się małymi rybami i skorupiakami.

## Podgatunki
Znane są trzy podgatunki belony pospolitej:
- Belone belone acus – Morze Śródziemne i łączące się z nim wody Atlantyku
- Belone belone belone – północno-wschodni Atlantyk
- Belone belone euxini – Morze Czarne i Morze Azowskie